# French Community Championships 2002
French Community Championships 2002 — жіночий тенісний турнір, що проходив на відкритих кортах з ґрунтовим покриттям у Брюсселі (Бельгія). Належав до турнірів 4-ї категорії в рамках Туру WTA 2002. Відбувсь удев'яте й востаннє і тривав з 8 до 14 липня 2002 року. Несіяна Міріам Казанова здобула титул в одиночному розряді й отримала 22 тис. доларів США.

## Фінальна частина

### Одиночний розряд
Міріам Казанова —  Аранча Санчес Вікаріо, 4–6, 6–2, 6–1
- Для Казанови це був єдиний титул в одиночному розряді за кар'єру.

### Парний розряд
Барбара Шварц /  Ясмін Вер —  Татьяна Гарбін /  Аранча Санчес Вікаріо, 6–2, 0–6, 6–4